# برامبوری
برامبوری (به چکی: Brambory) یک منطقهٔ مسکونی در جمهوری چک است که در ناحیه کوتنا هورا واقع شده‌است.